# Tazy
Tazy (тазы) è una razza di levriero originaria dell'Asia centrale e del Kazakistan.
La razza ha origini molto antiche e presenta forti analogie con altre razze di levrieri mediorentali e dell'Asia centrale adattate e selezionate per condizioni ambientali e di vita simili, come il saluki, il levriero arabo o il levriero afgano, con le quali è a volte confusa. I tazy sono stati utilizzati per secoli in Asia centrale per la caccia, e la razza gode di uno status particolare venendo considerato uno dei sette tesori del popolo kazako e la razza nazionale del Kazakistan.
Il tazy è riconosciuto ufficialmente dall'associazione cinofila russa (RKF) e da quella kazaka; manca invece un riconoscimento della razza da parte della FCI. Ne esistono due selezioni: una kazaka-uzbeka, più grande e robusta e dal pelo più lungo, e una turkmena, che si distingue per le dimensioni leggermente più ridotte.

## Etimologia e definizione
Il nome тазы deriva dalle lingue turche - kazako, uzbeko, turkmeno, kirghiso - e significa "puro", "nobile", mentre in lingua persiana esprime il concetto di "abile" e "impetuoso". Il termine cirillico тазы può essere trascritto in caratteri latini in diversi modi, tra cui "tazi", "tazy" o "tasi".
In senso lato tazy identifica semplicemente un levriero originario del territorio dell'Asia centrale. In Russia e in Kazakistan si è definito un proprio standard di razza per il tazy, che è stato registrato presso la FCI con il patrocinio delle due federazioni in attesa di un riconoscimento internazionale ufficiale.

## Storia
Il levriero mediorientale tazy è ritenuta una delle razze canine più antiche, adattatasi e selezionata nel corso di centinaia di anni alle caratteristiche ambientali dell'Asia centrale e allo stile di vita nomade dei popoli asiatici. Le sue origini sono incerte, ma la teoria più accreditata è che il tazy discenda da antenati nordafricani o arabi, che avrebbero dato origine alla moderna varietà di razze di levrieri orientali con cui il tazy condivide molte caratteristiche morfologiche. Studi genetici del 2023 mostrano che l'albero filogenetico del tazy proviene dallo stesso punto di diramazione del levriero afgano e del saluki.
Le prime testimonianze scritte di cani dall'aspetto di tazy nei territori dell'impero mongolo sono le cronache di viaggio di Guglielmo di Rubruck e di Marco Polo nel XIII secolo. Nei secoli successivi la razza si è sviluppata per l'utilizzo nella caccia dei popoli nomadi, come riportato dagli scritti successivi di ricercatori e viaggiatori del XVIII secolo quali Peter Simon Pallas, Johan Peter Falk e Johann Gottlieb Georgi.
I tazy erano particolarmente apprezzati per la velocità e l'abilità nella caccia alle lepri, volpi, korsak, sciacalli, tassi e gatti delle steppe. Il loro status e importanza per le popolazioni centroasiatiche era rimarcato dal fatto che godevano del massimo prestigio ed erano considerati come un membro della famiglia: i tazy erano gli unici animali autorizzati a entrare nella iurta ed era loro riservato il posto migliore su dei cuscini. Durante la caccia per non sprecare energie venivano trasportati sul cavallo dentro una cesta sul retro della sella. Il loro valore era stabilito dal codice di leggi Zhety Zhargy (1680-1718) e si aggirava intorno a cinquanta cavalli.

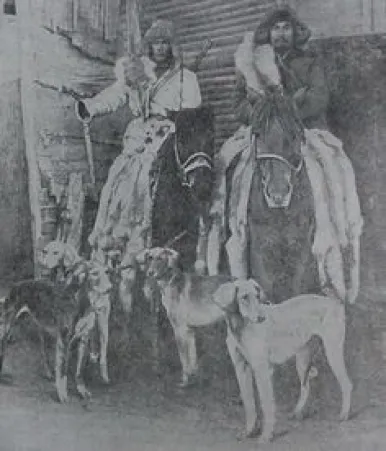
Cacciatori kazaki e tazy

La prima descrizione ufficiale della razza tazy fu inclusa nello standard per i cani da caccia dal primo congresso cinofilo dell'Unione Sovietica nel 1925 e pubblicato nel 1932. Il lavoro zootecnico in Kazakistan iniziò poco dopo, negli anni trenta, in modo da coordinare gli sforzi degli allevatori che fino a quel momento avevano applicato metodi di selezione diversificati e tradizionali. In questo periodo si contavano oltre 7 000-10 000 esemplari in Asia centrale.
Tuttavia il lavoro sulla razza non venne proseguito, e solo a partire dagli anni cinquanta si registrò un risveglio di interesse. Nel 1958 all'esposizione canina di Mosca vennero presentati dodici tazy kazaki e due turkmeni. L'anno successivo venne approvato il primo standard di razza da parte di enti sovietici, che restò in vigore per diversi anni fino a quando venne sostituito da un nuovo standard della Federazione Cinologica Russa (RKF) nel 1995. In Kazakistan ci volle più tempo per avviare una valorizzazione coordinata della razza, tanto che negli anni settanta i registri genealogici kazaki contavano appena 176-125 esemplari e il tazy era sull'orlo dell'estinzione.

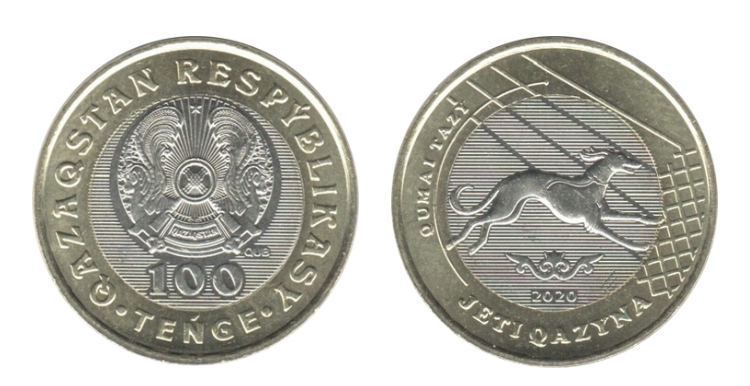
Moneta celebrativa della Repubblica del Kazakistan raffigurante un tazy

Gli sforzi per salvare la razza dal declino vennero avviati in Kazakistan con la formulazione dello standard moderno di razza tazy, che venne approvato dall'Unione dei Cinologi del Kazakistan nel 2007. Da allora grande impegno è stato profuso dalle federazioni cinofile kazaka e russa per incrementare la diffusione della razza, documentarne il pedigree, coordinare gli sforzi degli allevatori, e vedere la razza tazy riconosciuta a livello internazionale. Nel 2012 il levriero tazy ha ricevuto dalla Repubblica del Kazakistan lo status di razza canina nazionale e nel 2014 sono stati approvati i primi standard di razze nazionali. Sia il Kazakistan che il Tukmenistan hanno inserito il tazy nella lista per il riconoscimento come parte del patrimonio culturale immateriale dell'UNESCO.
Nel 2014 si stimava che ne esistessero appena trecento esemplari nel mondo. Stime del 2023 non ufficiali indicano che il numero è salito a circa 3 000 esemplari, dei quali però non più di 350 levrieri di alta qualità con pedigree fino alla quarta generazione.

## Aspetto

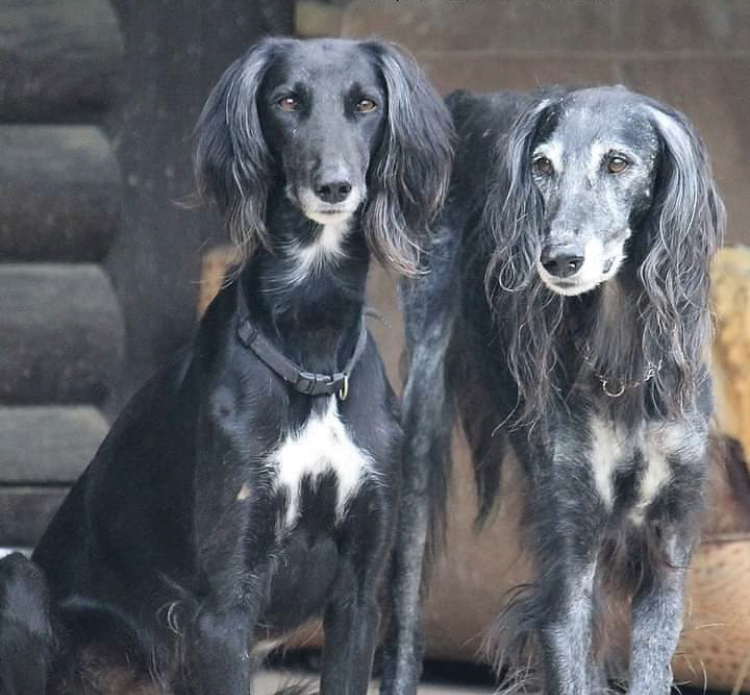
Tazy in Russia

I tazy sono cani del gruppo dei levrieri, di taglia media, dal petto profondo e dalle gambe lunghe, con peli corti sul corpo e più lunghi sulla coda e sulle orecchie.
Lo standard riconosce seguenti caratteristiche. Il corpo è allungato. La muscolatura degli animali è piuttosto secca, le ossa sono forti e ben sviluppate. La pelle del tazy ha un'elevata elasticità e, senza formare pieghe, avvolge strettamente il corpo. La testa ha una forma leggermente allungata, è piuttosto secca, sembra un cuneo dall'alto. La regione occipitale è moderata e vi è anche uno sviluppo debole della cresta sagittale. Gli occhi espressivi sono a forma di mandorla, e il colore dell'iride è sempre marrone. Le labbra sono piuttosto sottili, aderenti ai denti. I denti si chiudono con un morso a forbice. Il naso nella maggior parte dei casi ha pigmentazione nera, tuttavia, le tonalità chiare hanno sfumature marroni. Le orecchie sono coperte da lunghi capelli ondulati. Hanno una struttura sottile e pendono liberamente. Il collo è alto ha una forma arrotondata o leggermente compressa sui lati. Il torace è ampio e rotondo, fino all'articolazione del gomito. Indietro dritto o con richiusura. Il lombo è leggermente accorciato, con muscoli ben pronunciati, spesso ha un leggero rigonfiamento. La groppa è ampia e moderatamente in pendenza, lo stomaco viene raccolto.

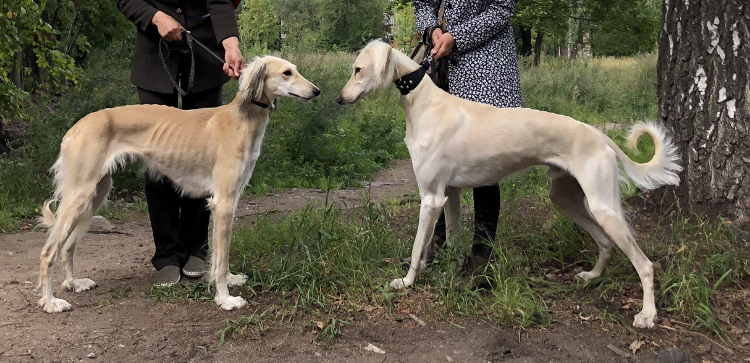
Coppia di tazy a San Pietroburgo

La coda è sottile, termina in un anello e si abbassa appena sotto la linea del corpo. Mentre il cane è in corsa si alza un po', ma non entra sopra la linea di fondo. Le zampe anteriori sono dritte, con muscolatura dell'avambraccio ben sviluppata, parallele tra loro. I metacarpi hanno una struttura allungata e sono leggermente inclinati. Le zampe posteriori sono più larghe rispetto alla parte anteriore.
Il pelo è monostrato, con peli corti, densi e molto morbidi. Sulle orecchie sul davanti e sulle zampe posteriori i peli possono raggiungere la lunghezza di 6 cm. Il colore può essere bianco, crema o grigio. Sono ammesse anche le tinte nere, grigio scuro e rosso, con una macchia nel tono del mantello principale, e, per gli individui neri, una macchia bianca sul petto.
Ne esistono due selezioni: una kazaka-uzbeka, più grande e robusta e dal pelo più lungo, e una turkmena, che si distingue per le dimensioni leggermente più ridotte. Gli individui di tipo kazako sono più alti dei turkmeni: i maschi crescono 60–70 cm, le femmine 55–65 cm. Nel ramo turkmeno i maschi crescono fino a 55–65 cm, le femmine fino a 53–60 cm. Nel ramo uzbeko sono generalmente più alti, con altezze sui 65–75 cm per i maschi e 65–70 cm per le femmine. Il peso degli individui, in base al genere e al ceppo, varia da 25 a 35 kg.

## Temperamento
Il tazy è un cane calmo e maestoso, che tratta il suo proprietario con grande calore, molto affettuoso con i membri della famiglia tende a essere indipendente e distaccato con gli estranei pur restando molto socievole. Sono noti per la loro giocosità, curiosità, resistenza e vigilanza. Possono percorrere lunghe distanze a velocità di oltre 65 chilometri orari e tendono ad essere dei leader naturali tra gli altri levrieri.

## Galleria d'immagini

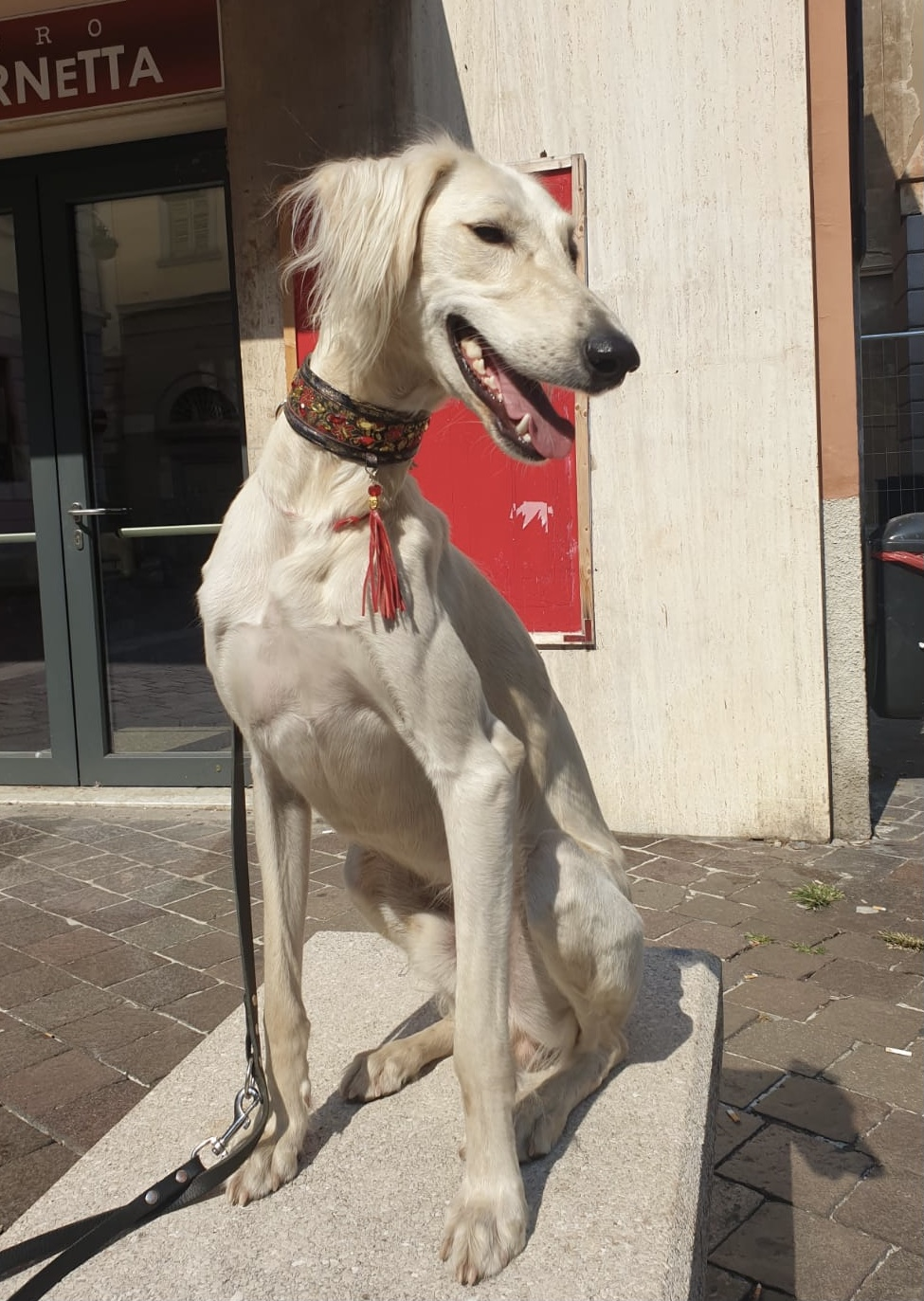
Tazy in Italia
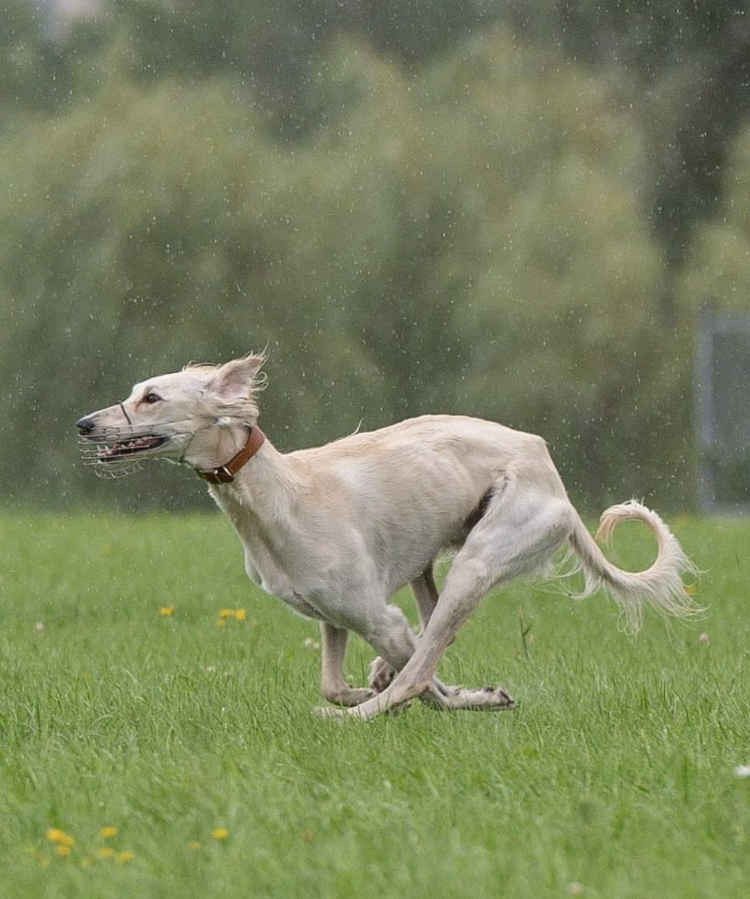
Tazy durante un allenamento nella caccia alla lepre
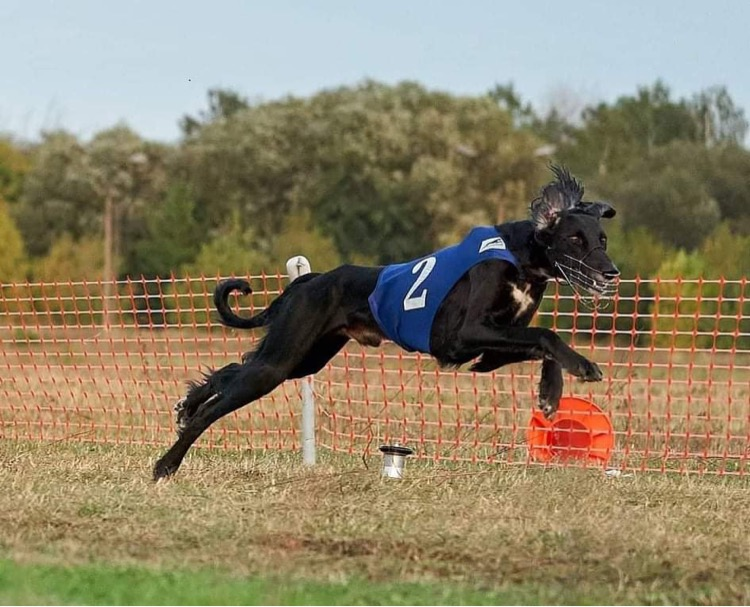
Tazy durante una prova di agilità
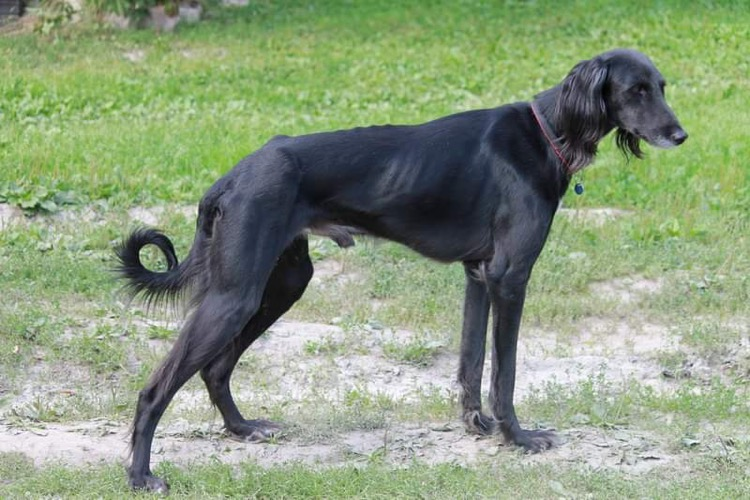
Tazy dalla Russia
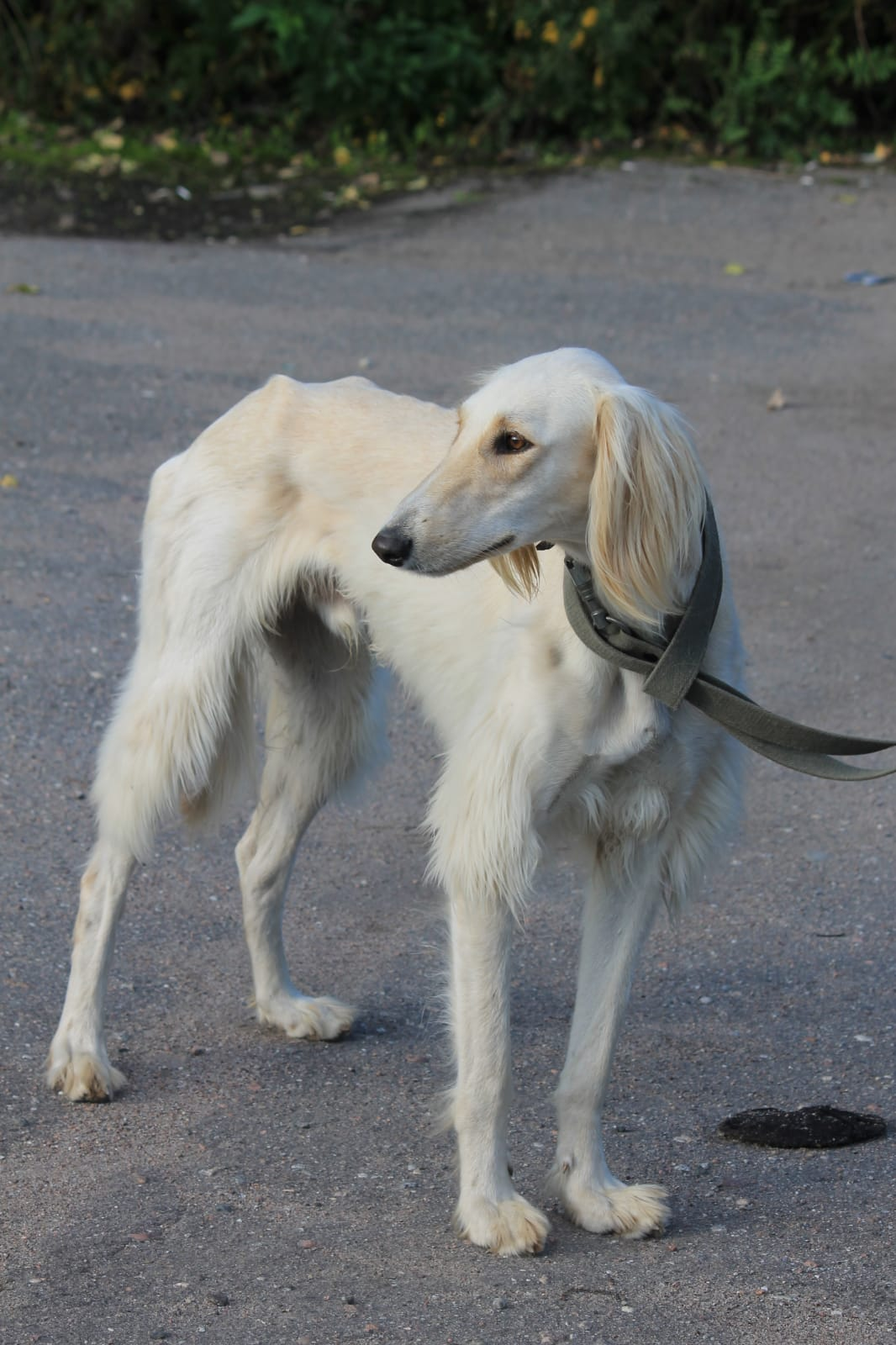
Tazy in Russia